# Burultokay

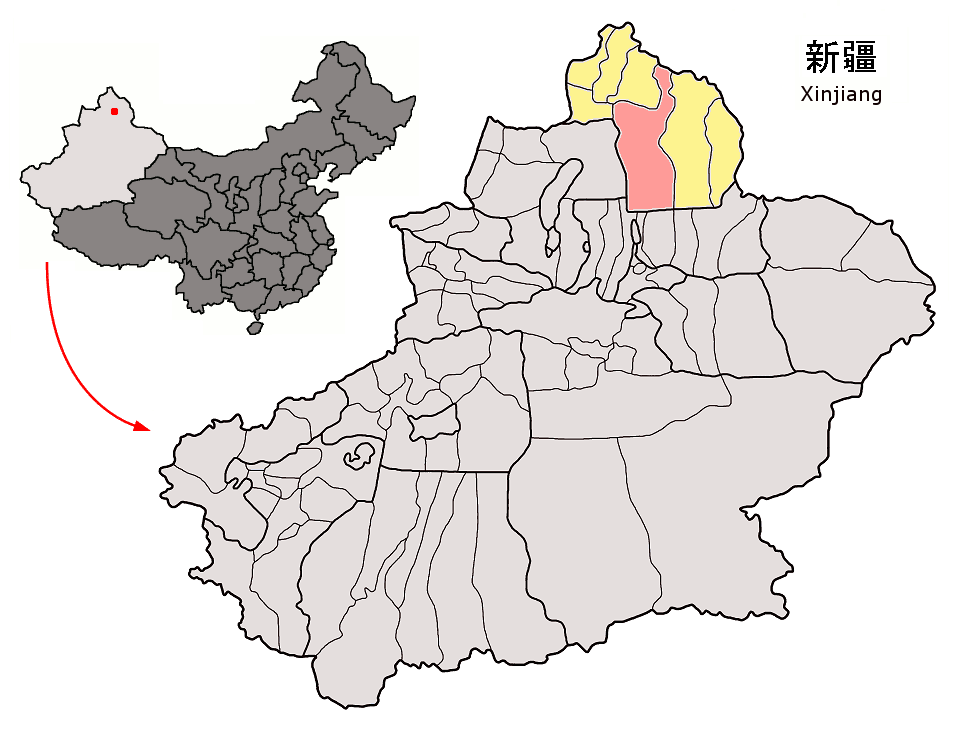
Lage des Kreises Fuhai/Burultokay (rosa) im Regierungsbezirk Altay (gelb)

Der Kreis Burultokay oder Fuhai (chinesisch 福海县, Pinyin Fúhǎi Xiàn,  uigurisch بۇرۇلتوقاي ناھىيىسى Burultoⱪay Naⱨiyisi;  kasachisch بۋرىلتوعاي اۋدانى Bwrıltoğay Awdanı) ist ein Kreis des Regierungsbezirks Altay des Kasachischen Autonomen Bezirks Ili im Uigurischen Autonomen Gebiet Xinjiang der Volksrepublik China. Die Fläche beträgt 33.319 Quadratkilometer und die Einwohnerzahl 81.845 (Stand: Zensus 2010). Sein Hauptort ist die Großgemeinde Fuhai (福海镇).
Am 28. Dezember 2011 wurden die Flächen der Produktions- und Aufbaukorps Nr. 183, 187 und 188 aus dem Kreis Burultokay ausgegliedert und zusammen mit der ehemaligen Großgemeinde Beitun der Stadt Altay zur neuen Stadt Beitun vereint.